# Fotolit

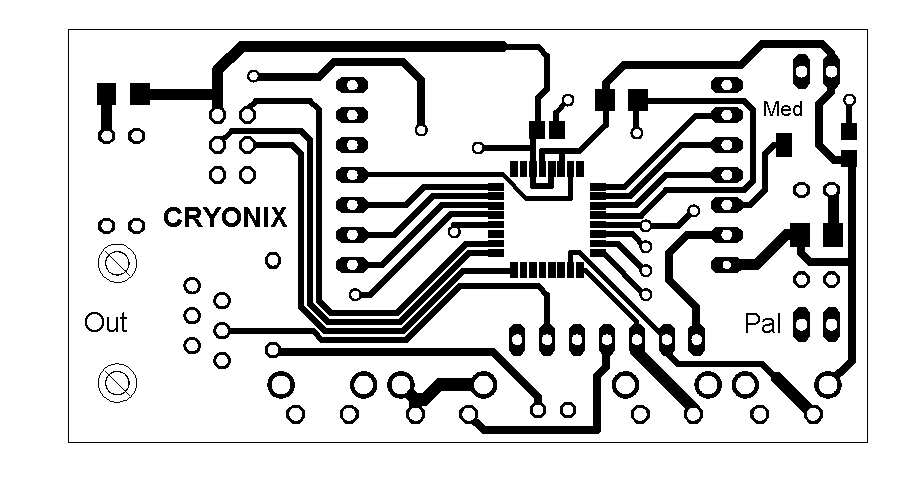
Fotolit emprat en una insoladora per a PCBs.

Un fotolit és, en la impressió òfset i rotogravat, el clixé que reprodueix l'objecte, o la tipografia, sobre pel·lícula o suport transparent.
En l'època química i electroquímica de la preimpressió (entre mitjans i finals del segle XX), per poder gravar les planxes d'una impremta era necessari crear abans unes còpies intermèdies en pel·lícula fotogràfica d'alt contrast. Cada còpia corresponia a una planxa de color i als llocs on hi hagués variacions d'intensitat, la pel·lícula portava una trama que simulava aquestes variacions d'intensitat. Cadascuna d'aquestes pel·lícules era un fotolit.
Els diferents fotolits es muntaven en grans planxes anomenades astralons. Cadascun d'aquests astralons s'usava al seu torn com a gran imatge per gravar les diferents planxes de la impremta. Tot i que l'enregistrament directe de planxes des de l'ordinador i les proves digitals estan arraconant als fotolits en la impressió òfset, encara existeixen moltes impremtes i tallers fotomecànics que segueixen basant-se en ells. D'altra banda, quan parlem de serigrafia, flexografia, tampografia o empreses de circuits impresos, el fotolit segueix sent utilitzat plenament.